# Hemidactylus lamaensis
Espèce
Statut de conservation UICN

 DD  : Données insuffisantes
Hemidactylus lamaensis est une espèce de geckos de la famille des Gekkonidae.

## Répartition
Cette espèce est endémique du Bénin.

## Description
Hemidactylus lamaensis mesure jusqu'à 50 mm, queue non comprise.

## Étymologie
Son nom d'espèce, composé de lama et du suffixe latin -ensis, « qui vit dans, qui habite », lui a été donné en référence au lieu de sa découverte, la forêt de la Lama.

## Publication originale
- Ullenbruch, Grell & Böhme, 2010 : Reptiles from southern Benin, West Africa, with the description of a new Hemidactylus (Gekkonidae), and a country-wide checklist. Bonn Zoological Bulletin, vol. 57, n. 1, p. 31-54 (texte intégral).